# Amay
Amay (valonă Ama) este o comună francofonă din regiunea Valonia din Belgia. Comuna este formată din localitățile Amay, Ampsin, Flône, Jehay și Ombret-Rawsa. Suprafața totală a comunei este de 27,61 km². La 1 ianuarie 2008 comuna avea o populație totală de 13.280 locuitori. 
Amay se învecinează cu comunele Engis, Huy, Modave, Nandrin, Saint-Georges-sur-Meuse, Verlaine, Villers-le-Bouillet și Wanze